# Народно-революционная армия (Гренада)
Народно-революционная армия (англ. People's Revolutionary Army) — регулярные вооружённые силы Гренады в 1979—1983 годах. Являлась силовой опорой правящей партии Новое движение ДЖУЭЛ. Принимала участие в перевороте октября 1983 года. Расформирована после американской интервенции.

## Создание и командование
До 1979 года Гренада не имела армии. Оборону острова гарантировала Великобритания, поддержание правопорядка осуществляла полиция. В период диктатуры Эрика Гейри была также создана парамилитарная Банда мангустов, расправлявшаяся с политическими оппозиционерами.
Государственный переворот марта 1979 радикально изменил социально-политическую систему Гренады. К власти пришла марксистская партия Новое движение ДЖУЭЛ во главе Морисом Бишопом. Установилась режим по типу «реального социализма». Началось создание вооружённых сил, гарантирующих устойчивость режима и участие в военно-политических проектах «мировой социалистической системы».
Кадровый костяк составили партийные боевики, прошедшие военное обучение в Гайане. Эта группа получила название Национально-освободительная армия или «12 апостолов» (хотя количественно была несколько больше):
- Хадсон Остин

- Эварт Лэйн

- Леон Корнуолл

- Лиэм Джеймс

- Лестер Редхед

- Кристофер Страуд

- Джон Венту

- Бэйзил Гахагэн

- Криспин Иполит

- Рита Джозеф

- Эйнштейн Луисон

- Рудольф Огилви

- Стрэчан Филип

- Ян Сент-Бернард

Главнокомандующим гренадской Народно-революционной армии (PRA) был назначен Хадсон Остин, возведённый в генеральское звание. Он занимал также правительственные посты министра обороны и министра строительства. Штаб-квартира PRA располагалась в Форт-Руперте.
К осени 1980 года численность гренадской армии составляла около 500 человек, из которых более 300 состояли на гарнизонной службе, почти 150 — в охранном подразделении, остальные проходили обучение. Рядовой состав первоначально комплектовался из гренадских растаманов.

## Структура и командование
PRA выполняла функцию обеспечения внешней и внутренней безопасности режима. Наряду с военными округами, армия структурировалась по функциональным управлениям, среди которых важное место занимала спецслужба Управление специальных расследований (OSI), инструмент политических репрессий. OSI действовало в тесном контакте с полицией, МВД и Министерством внутренней безопасности.
Наряду с PRA, Народно-Революционное Правительство Гренады (PRG) правительство сформировало партийное ополчение — Народно-революционную милицию (PRM). Сохранялись отдельные полицейские силы, называвшиеся Народно-революционной полицией (PRP, создана на базе прежней полицейской службы). Структурное объединение PRA, PRM, PRP и Народно-революционной береговой охраны (PRCG) являлось Народно-революционными вооружёнными силами (PRAF). 
Главнокомандующим PRAF — армии, полиции, береговой охраны и милиционного ополчения — был премьер-министр Морис Бишоп. Он же неоднократно возглавлял министерство обороны. Командующим PRA был генерал Хадсон Остин. Заместителями Бишопа по военному ведомству являлись подполковники Эварт Лэйн и Лиэм Джеймс. Генеральный штаб в разное время возглавляли подполковник Эварт Лэйн и майор Эйнштейн Луисон. Армейское политуправление курировал майор Леон Корнуолл. Службу политических репрессий OSI возглавлял старший следователь майор Виктор Хазбендс.

## Численность и вооружение
К 1983 году численность PRAF, по разным оценкам, составляла 2—3 тысячи человек, Из них около 1,2 тысячи принадлежали к PRA. Это превосходило вооружённые формирования всех остальных восточнокарибских государств вместе взятых. По всему острову были размещены около пятнадцати армейских тренировочных лагерей. Некоторые из них имели в своём расположении места содержания под стражей. Некоторые офицеры проходили обучение на Кубе и в СССР. В военной организации применялся также опыт КНДР.
В структуру PRA входили сухопутный батальон, зенитный взвод, служба безопасности, подразделение кубинских военных строителей. На вооружении PRA состояло стрелковое оружие, артиллерия, бронетехника. Бронемашины БТР-60, БРДМ-2, дивизионные пушки, зенитные установки ЗУ-23-2 поступали из СССР. Бойцы оснащались советскими АКМ, ПМ, ТТ, Ф-1, РПГ-2, РПГ-7, СПГ-9, пулемётами ПК и ДШК, миномётами БМ-37, чехословацкими пистолетами Cz52 и пистолет-пулемётами Sa vz. 23. Это оружие поступало обычно с кубинских складов. Кроме того, на вооружении состояли американские винтовки М16, английские пулемёты Bren, израильские автоматы Uzi, сохранившиеся со времён Гейри или приобретённые на международных рынках.

## Идеология и символика
PRA рассматривалась как «щит революции» в тесном взаимодействии с Революционными вооружёнными силами Кубы и Сандинистской народной армией. Документация, получившая огласку в 1984 году свидетельствует о наличии договорённостей PRG с СССР о поставках PRA 39 военно-транспортных самолётов Ан-26, 60 бронетранспортёров и патрульных машин 4 катеров береговой охраны, 10000 винтовок, 450 пулемётов, 11500000 патронов калибра 7.62, 294 ракетных установок с 16000 ракет, 4800 миномётов, большого количества артиллерийских орудий. Такие объёмы многократно превосходили потребности небольшой гренадской армии. Подполковник Лиэм Джеймс, занимавший в PRA одну из высших командных должностей, отмечал в своих записях, что «контрреволюция подавляется интернациональными усилиями» и что строящийся на Гренаде аэропорт будет использоваться в военных целях Кубы и СССР.

О возросших надеждах СССР в Центральной Америке доверительно говорил маршал Н. Огарков начальнику штаба гренадской армии Луизону: «Более 20 лет тому назад в Латинской Америке была только одна Куба. Сегодня — Никарагуа, Гренада и серьёзная битва идет в Сан-Сальвадоре... Советский Союз будет способствовать повышению боеготовности и боеспособности вооруженных сил Гренады».

Михаил Геллер, Александр Некрич, «Утопия у власти»

Военнослужащие PRA приносили присягу, в которой содержалась клятва верности правящей партии, правительству и идеологии социализма. В командовании PRA особенно сильными позициями располагала внутрипартийная группа OREL — проводники наиболее жёсткого сталинистского курса.
Символика PRA — красный круг на белом фоне — напоминала флаг Японии, но не имела к нему никакого отношения. Она спонтанно возникла в марте 1979, поскольку легко изготовлялась и позволяла отличить участников переворота.

## Переворот 1983
К осени 1983 года на Гренаде усугубился социально-экономический кризис и обострились политические противоречия в правящей партии. Морис Бишоп начал зондировать возможности нормализации отношений с американской администрацией Рональда Рейгана. Это категорически не устраивало коммунистических радикалов во главе с заместителем премьер-министра Бернардом Кордом.
В этом конфликте командование PRA приняло сторону Корда. 13 октября смещённый со всех постов Бишоп был взят под арест. В тот же день была распространена резолюция Отдела PRAF Нового движения ДЖУЭЛ, в которой (со ссылкой на заветы Ленина) выражалась полная поддержка ЦК партии — то есть группе Корда—Остина, осуждался «беспринципный эгоизм одного человека» (по смыслу — Мориса Бишопа)
19 октября вооружённые сторонники Бишопа освободили его, заняли Форт-Руперт и начали раздачу оружия. Против них была применена вооружённая сила PRA. Форт-Руперт был взят штурмом, погибли десятки людей (по некоторым оценкам, более ста). Морис Бишоп и семь его ближайших сторонников были расстреляны без суда армейским подразделением лейтенанта Каллистуса Бернарда. В тот же день генерал Остин объявил о создании нового правительства — Революционного военного совета под своим председательством. Подразделения PRA произвели многочисленные аресты и контролировали соблюдение комендантского часа.
Таким образом, гренадская армия послужила орудием очередного государственного переворота. Особенность состояла в том, что переворот совершался радикальными коммунистами (группа OREL) против коммунистов более умеренных. В свержении Бишопа и расправе с его сторонниками непосредственно участвовали семеро «апостолов»: Хадсон Остин (вторая фигура переворота после Бернарда Корда), Эварт Лэйн (отдал приказ о штурме Форт-Руперта), Леон Корнуолл (автор политического обоснования), Лиэм Джеймс, Лестер Редхед, Кристофер Страуд, Джон Венту. Командовал штурмом и расстрелом Бишопа и его сподвижников армейский офицер — лейтенант Каллистус Бернард.

## Расформирование
Кровопролитие и убийство премьера Бишопа стало поводом для американского вторжения, начавшегося 25 октября 1983. Попытки сопротивления со стороны PRA были быстро подавлены, режим Нового движения ДЖУЭЛ свергнут. К 27 октября большинство гренадских военных постарались смешаться с гражданским населением или сдались в плен (некоторым удалось бежать на Кубу).
Организаторы переворота и убийства в Форт-Руперте, в том числе «семь апостолов», были взяты в плен американцами и переданы гренадским властям. Все они предстали перед судом и были приговорены к смертной казни с заменой на длительные сроки заключения.
Новые власти Гренады расформировали PRA и PRAF. Вооружённые силы Гренады после 1983 года состоят из военизированной полиции.